# Lock Priso Bell
Pour les articles homonymes, voir Bell.
Lock Priso Bell (aussi appelé Kum'a Mbape Bell) est un chef Sawa de Bonabéri qui exerça son pouvoir pendant près de 70 ans (1846-1916). Avec Elami Joss, il est l'un des premiers résistants à l'occupation allemande des territoires douala.

## Biographie

### Enfance et débuts
Le médecin et explorateur Max Buchner le décrit comme étant une personne qui donne une « impression favorable au premier regard. Il est imposant et bien corpulent, avec des muscles énormes et une poitrine extraordinairement large et puissante, un teint plutôt clair, une tête bien posée sur une nuque de taureau et avec des traits réguliers et fermes, il appartient à la meilleure des sortes et des plus réussies de prince nègre ».

### Résistance

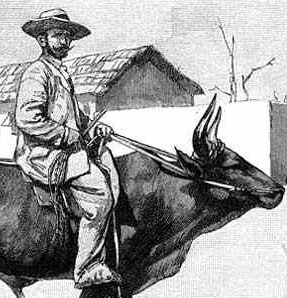
Max Buchner.

En réaction au geste du serviteur du Reich, qui avait hissé haut le drapeau allemand plus tôt dans la journée, Lock Priso, chef du canton Bele Bele, roi d'Hickory Town, aujourd'hui Bonabéri, écrit une lettre en pidgin à Max Buchner - consul allemand - afin de sauvegarder la souveraineté de son territoire : 
Pull that flag down… no man buy we… german trouble us plenty and want to give us plenty dash we tell them no... leave us free and not make us plenty trouble.

Lock Priso Bell

Hickory Town (Bonabéri), 28 août 1884.
Il refuse de signer le traité germano-douala du 12 juillet 1884, ce qui sera l'un des premiers acte de résistance anticolonialiste au Cameroun.

### Punition, pillages et administration

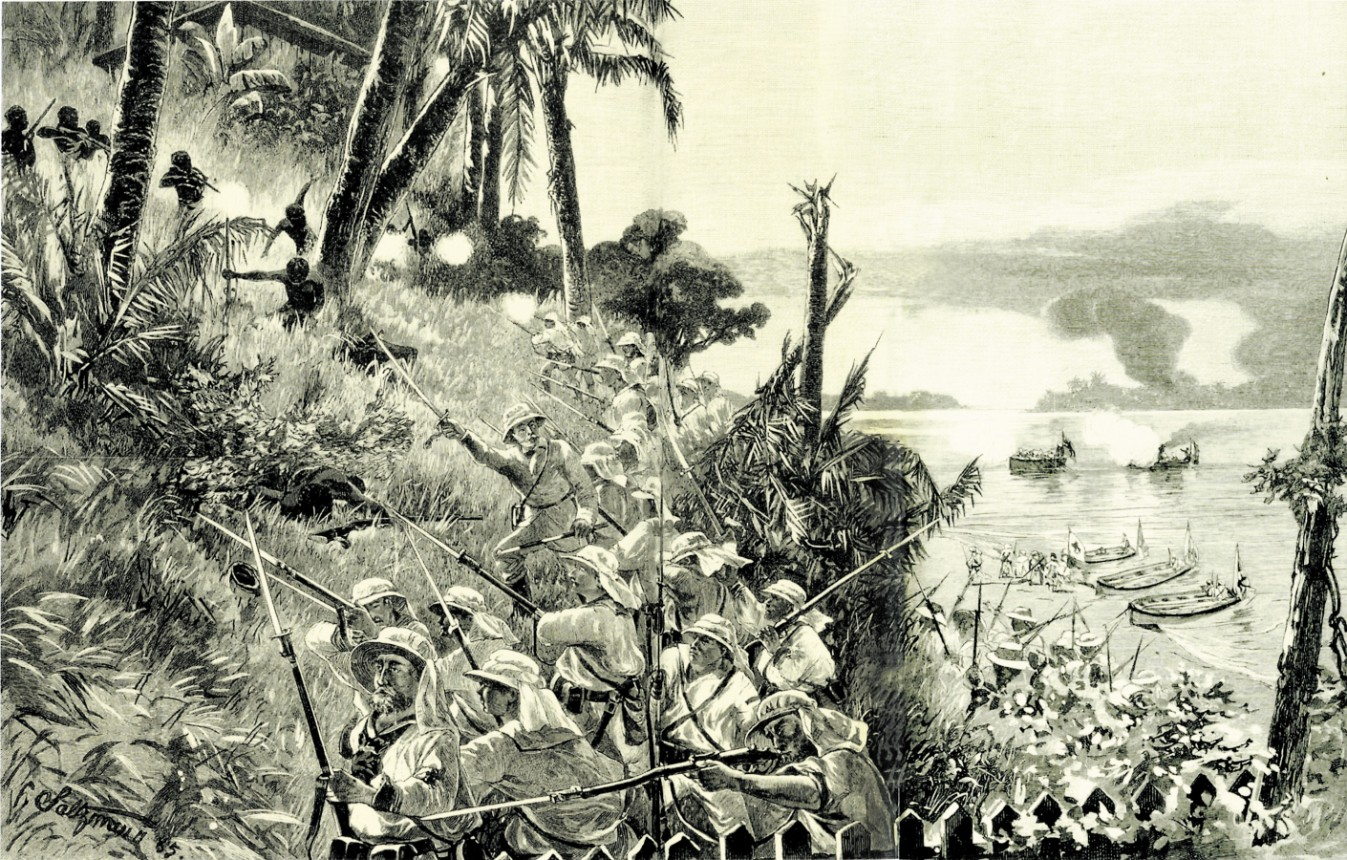
Décembre 1884 : assaut des bateaux de guerre Bismarck et Olga contre le village de Lock Priso.

Sous son règne, Bonabéri est bombardé en 1884. Des combattants, dont certains du peuple abo sont exécutés. Le temple de Bonabéri, construit pas Joseph Jackson Fuller est détruit. 
Le Tangué, la proue princière de la pirogue de Lock Priso, est prise dans le palais lors de la démonstration de force militaire de 1884 et déposée depuis au musée national d'ethnologie de Munich parmi 30 000 autres objets pillés. 
Une loi dite de la protection du sang allemand conduit à la ségrégation avec 1 km de no man's land, et à la création du quartier Neu Bell, aujourd'hui New Bell. 
Une monnaie camerounaise, le kroo ou kru, supprimé en 1894, d'une valeur de 20 marks allemands est introduite.